# Col du Pont-sans-Eau
Le col du Pont-sans-Eau est un col routier du Massif central situé sur la commune de Pont de Montvert - Sud Mont Lozère, dans le département français de la Lozère.

## Géographie
Le col se trouve à 1 087 mètres d'altitude dans les Cévennes.

### Accès
Le col est sur la route départementale 35 (dite route des crêtes) au nord du hameau de Racoules entre le village de Fraissinet-de-Lozère et le bourg du Pont-de-Montvert, commune de Pont de Montvert - Sud Mont Lozère.

## Histoire
Le col se trouve près du Pont-de-Montvert où a débuté le 24 juillet 1702 la guerre des Camisards. Entre les années 1820 et 1866, les cartes de l'état-major mentionnent le col à une altitude de 1 089 m, sous le nom de « Portes ».

## Cyclisme
En 2012, le col est franchi par les 150 participants pour la 3e manche du Challenge Cyclo'Tour, la Granite Mont Lozère est remportée par Maxime Caramel (UC Aubenas).
Classé en 3e catégorie pour le Grand prix de la montagne, le col est franchi pour la première fois par le Tour de France lors de la 14e étape de l'édition 2018 (km 142), allant de Saint-Paul-Trois-Châteaux à Mende ; le Belge Jasper Stuyven le franchit en première position.